# Douglas Souza
Douglas Souza da Silva (Santa Bárbara del Oeste, 20 de agosto de 1995) es un jugador profesional de voleibol brasileño, juego de posición punta-receptor.
En 2018, Douglas fue el primer jugador del equipo brasileño de voleibol masculino en declararse gay. En 2020, el jugador declaró que le gustaría ser recordado "como el primer homosexual en el voleibol" que logró jugar a un alto nivel. "Quiero ser un espejo de las personas no estándar", dijo.

## Palmarés

### Clubes
Campeonato Brasileño:
- 2019, 2021[3]
- 2015, 2018
- 2017

Supercopa de Brasil:
- 2019, 2020

Campeonato Sudamericano de Clubes:
- 2020

### Selección nacional
Campeonato Sudamericano Sub-19:
- 2012

Campeonato Mundial Sub-21:
- 2013

Campeonato Sudamericano Sub-21:
- 2014

Campeonato Sudamericano Sub-23:
- 2014

Juegos Panamericanos:
- 2015

Copa Panamericana:
- 2015

Liga Mundial:
- 2016

Juegos Olímpicos:
- 2016

Campeonato Sudamericano:
- 2017, 2019

Grand Champions Cup:
- 2017

Campeonato Mundial:
- 2018

Copa Mundial:
- 2019[4]

## Premios individuales
- 2012: Mejor servicio Campeonato Mundial Sub-19
- 2014: MVP Campeonato Sudamericano Sub-21
- 2014: MVP Campeonato Sudamericano Sub-23
- 2015: Mejor recepción Juegos Panamericanos
- 2018: Mejor recepción Campeonato Mundial